# Medvedie
Medvedie (rusínsky Медведже) je obec na Slovensku v okrese Svidník v severní části
Nízkých Beskyd v blízkosti státní hranice s Polskem. Žije zde 44 obyvatel.
Jde o obec s historickou potoční (říční) oboustrannou zástavbou na březích potoka Hrišov.
Rozprostírá se mezi katastry obcí s Krajná Porúbka (severovýchodně) a Šarbov (severozápadně), jihovýchodně leží obec Krajná Bystrá a na jihu pak vesnice Korejovce. Obec v průběhu dějin patřila do regionu Šariš, panství Makovica a do okresu Svidník.
Nadmořská výška středu obce dosahuje 365 metrů nad mořem. Obec obklopují ze severovýchodu kopec Čierťaž s nadmořskou výškou 558 metrů, jižně pak vrch Ščob s nadmořskou výškou 518 metrů a západně kopec s názvem Vrch 521 m n. m.. Rozloha mírně členitého okolí obce činí 505 hektarů a tvoří jej flyšové vrstvy a svahové hlíny.
Převládá zde lesní porost s převahou buky, břízy a borovice. Nachází se zde i sirný pramen minerální vody.

## Dějiny
První písemná zmínka o obci pochází z roku 1573, kdy byla odkazována jako osada Medvecza. Později se názvy osady jazykově proměňovaly:
- 1618 - Meduedza, Medueza
- 1773 - Medvecza
- 1786 - Medwecza
- 1808 - Medvecza, Medwědica
- 1863 - 1882 Medvedzse
- 1888 - 1902 Medvedze
- 1907 - 1913 Kismedvés
- 1920 - Medvedze, Medbedze
- 1927 - 1973 Medvedzie
- od roku 1973 až doposud - Medvedie

Obec vždy patřila mezi malé vesničky svidnického okresu.

## Obecní symboly

### Znak
V modrém štítu na zeleném travnatém pažitu stojící zlatý medvěd ve stříbrné zbroji. Jde o mluvící symbol, který byl navržen podle otisku obecního pečetidla z roku 1787. Autory obecního znaku jsou Jozef Petrovič a Kvetoslava Hanzová. Znak byl přijat obecním zastupitelstvem dne 30. května 2005 a je zapsán v Heraldickém registru Slovenské republiky pod číslem HR: M-170/2005.

### Vlajka
Vlajka obce je tvořena listem o poměru stran 2:3 se šesti vodorovnými pruhy v barvách: žlutá, modrá, žlutá, bílá, zelená a bílá. Vlajka je ukončena 3 cípy, tj. dvěma zástřihy, sahajícími do třetiny jejího listu.

## Obyvatelstvo
Z prvních soupisů obyvatelstva se dozvídáme, že v roce 1787 měla obec 19 domů a 131 obyvatel, v roce 1828 měla 35 domů a 276 obyvatel. V roce 2004 žilo v obci pouze 58 občanů, v roce 2015 celkem 45. Obyvatelé byli převážně zemědělci, u kterých produkce plodin vycházela z klimatických podmínek a možností, které jim dávala bonita zdejší půdy. Zpravidla pěstovali oves, pohanku, ječmen, len, konopí, brambory a jiné plodiny potřebné k chovu hovězího dobytka. Tím, že v okolí obce rostly borovice, v zimním období
vyráběli šindele.

## Vojenské pohřebiště z 1. světové války
Na místním hřbitově policisté československé branné moci, po vykonaných exhumacích, zřídili v roce 1922 vojenské pohřebiště se 43 hrobovými místy. V 38 hrobech je pochováno 58 příslušníků 10. jezdecké divize 3. carské ruské armády, kteří v tomto prostoru vedli, po překročení státní hranice a karpatských hřebenů, od září 1914 do dubna 1915 bojovou činnost. Tehdejší důstojnická carská elita neměla zabezpečenu potřebnou činnost týlových jednotek, zaměřených na pochovávání mrtvých.
Padlé exhumované vojáky proto po 1. světové válce pochovávali českoslovenští policisté tak, jak je našli, v jámách rozptýlených v okolí obce. V dalších 5 masových hrobech byly uloženy ostatky 58 neidentifikovatelných těl.
Po vzniku Československé republiky v roce 1918 se mnozí občané obce vystěhovali do jiných zemí i oblasti nové Československé republiky. Během Karpatsko-dukelské operace v říjnu a listopadu 1944 byla obec celkem zničena.
V předcházejících historických obdobích půdu obdělávali soukromě hospodařící rolníci. V době existence socialistické ČSSR byla půda združstevněna a v obci vzniklo JZD (slovensky JRD - jednotné rolnické družstvo).
Po vybudovaní Východoslovenských železáren v Košicích mladí lidé dojíždějí za prací do Košic i jiných průmyslových podniků v okolí.
V obci se nachází dřevěný kostelík (cerkev), kterou sem v době moru přemístili ze sousední obce Šarbov, kde ho nejprve celý po kusech rozebrali a v Medvedím ho pak znovu poskládali.